# María Colombo de Acevedo
María Teresita del Valle Colombo (Fray Mamerto Esquiú, 17 de enero de 1957- San Fernando del Valle de Catamarca, 3 de mayo de 2021) fue una médica cirujana y política argentina, perteneciente a la Unión Cívica Radical, que se desempeñó como diputada nacional entre 1997 y 2001, y senadora nacional por la provincia de Catamarca entre 2001 y 2009.

## Biografía
Estudió en la Facultad de Ciencias Médicas de la Universidad Nacional de Córdoba, graduándose como médica cirujana en 1981. Posteriormente realizó un posgrado en Gerencia Social en la Universidad Nacional de Salta y uno en Análisis y Gestión Política en el Instituto de Formación de Dirigentes Políticos de la Unión Cívica Radical.
Presidió la cooperadora de un hospital de la localidad catamarqueña de San José de Piedra Blanca. Se unió a la Unión Cívica Radical (UCR), presidiendo el comité del Departamento Fray Mamerto Esquiú entre 1989 y 1991. En el comité provincial del partido fue secretaria entre 1993 y 1995 y vicepresidenta primera de 2001 a 2003. Últimamente ejercía la presidencia del partido por el período 2021-2023.
Entre 1991 y 1995 integró la Cámara de Senadores de la Provincia de Catamarca, siendo presidenta provisional de dicho cuerpo en 1994. Ese mismo año integró la Convención Constituyente que reformó la Constitución Nacional, representando a Catamarca.
Entre 1995 y 1997 fue subsecretaria de Salud Pública de la provincia de Catamarca, hasta que fue elegida diputada nacional por el Frente Cívico y Social de Catamarca, ocupando el cargo hasta 2001. Entre 1997 y 2001 también fue consejera federal del Consejo Nacional de la Mujer.
En las elecciones legislativas de 2001 fue elegida senadora nacional, integrando el bloque del Frente Cívico y Social de Catamarca. Por sorteo, le correspondió un mandato de dos años. Fue reelegida en 2003 por un período de seis años, que finalizó en diciembre de 2009. Integró la comisión de Salud y Deporte como secretaria.
En 2008 votó en contra del proyecto de Ley de Retenciones y Creación del Fondo de Redistribución Social, y al año siguiente también se opuso a la Ley de Servicios de Comunicación Audiovisual.
Desde 2015 integraba la Cámara de Diputados de la Provincia de Catamarca, con mandato hasta 2021.
Falleció el 3 de mayo de 2021, a los sesenta y cuatro años, producto de una trombosis generada por su contagio de COVID-19.